# Пенья, Хосе Луис Хордан
Хосе́ Лу́ис Хорда́н Пе́нья (исп. José Luis Jordán Peña; 13 января 1931 — 9 сентября 2014) — испанский инженер в области телекоммуникаций, позднее получил образование психолога. Известен тем, что в середине 1960-х годов стал первым пропагандистом «феномена Уммо», заявляя, что стал адресатом представителей внеземной цивилизации, с которыми якобы поддерживал почтовую связь в 1966—1988 годах (в числе некоторых учёных Испании и Франции). В начале 1990-х годов признался в мистификации и взял на себя её авторство.

## Биография
Получил техническое образование, работал инженером в сфере телекоммуникаций, позднее преподавал физику в техническом училище. В 1960-х годах получил образование психолога по работе в промышленной сфере. Заявлял, что находился в оппозиции к режиму Франко и симпатизировал религиозным организациям.
В 1966 году ряд лиц, связанных с эзотерическими организациями, получили во Франции и Испании письма, автор которых называл себя представителем внеземной цивилизации с планеты Уммо. Пенья уже в то время активно участвовал в работе мадридского мистического кружка «Друзья космоса», собиравшегося в баре La ballena allegre. В том же 1966 году он заявил, что был свидетелем посадки и взлёта НЛО. В 1970 году Пенья основал организацию «ERIDANI AEC», которая занималась разнообразными исследованиями, в том числе парапсихологическими, но она распалась в 1975 году. В марте 1988 года Пенья перенёс тяжёлый инсульт, от последствий которого так и не оправился, в течение 18 месяцев страдал афазией. В 1993 году он в частном письме признался в организации мистификации с Уммо, причём заявил, что поначалу хотел проверить теорию, что 80 % человечества готовы поверить в инопланетных пришельцев.